# Paz (Cerovlje)
Pour les articles homonymes, voir Paz.
Paz  (en italien Passo) est une localité de Croatie située en Istrie, dans la municipalité de Cerovlje, dans le comitat d'Istrie. En 2001, la localité comptait 72 habitants.

## Démographie
| 1948 | 1953 | 1961 | 1971 | 1981 | 1991 | 2001 | 2011 |
| ---- | ---- | ---- | ---- | ---- | ---- | ---- | ---- |
| 292  | 255  | 182  | 153  | 127  | 99   | 79   | 72   |